# کوت دیجی
کوت دیجی (به انگلیسی: Kot Diji) یک منطقهٔ مسکونی در پاکستان است که در شهرستان خیرپور واقع شده‌است.